# Giuseppe Sculli
Giuseppe Sculli (ur. 23 marca 1981 w Locri) – włoski piłkarz występujący na pozycji napastnika.

## Kariera Klubowa
Sculli jest wychowankiem Juventusu. Był wypożyczany do mniejszych klubów tj. FC Crotone i Modena FC. W 2003 został sprzedany do Chievo Werona w ramach zapłaty za Nicolę Legrottaglie. Juventus wykupił go z powrotem w 2005 i wypożyczył najpierw do Brescia Calcio, a potem do FC Messina.
W 2006 po degradacji Juventusu do Serie B Sculli powrócił do drużyny i zagrał w kilku sparingach, ale ostatecznie został ponownie wypożyczony tym razem do Genoa CFC. W 2011 roku przeszedł do S.S. Lazio.